# 道の駅アグリパーク竜王
道の駅アグリパーク竜王（みちのえき アグリパークりゅうおう）は、滋賀県蒲生郡竜王町山之上にある国道477号の道の駅である。

## 概要
1996年（平成8年）、竜王町農業公園（りゅうおうちょうのうぎょうこうえん、竜王町の条例では農林公園）として開園。公園の愛称として「アグリパーク竜王」が使用されている。園内では、1年を通じてフルーツ狩りを楽しむことができる。
2015年（平成27年）に公園全体を道の駅として登録。竜王町内では道の駅竜王かがみの里に続く2か所目の登録となった。また、2016年（平成28年）には道の駅竜王かがみの里とともに「重点道の駅」に選定されている。

## 施設
営業時間は毎月変動があるため、公式サイトを参照。
- 駐車場
  - 普通車：188台[3]
  - 大型車：6台[3]
  - 身障者用：6台[3]
- トイレ
  - 男：小14器 大6器
  - 女：17器
  - 多目的トイレ：5器
- 竜王町農村環境改善センター（総合インフォメーション）
  - Berryberry cafe（ベリーベリーカフェ、カフェ）
- 農地直売所「ドラゴンちゃん」
- レストラン「アグリちゃん」
- バーベキューテラス
- 焼きたてパン工房 ドラゴンママ
- 田園資料館
- 動物ふれあい広場
- グランドゴルフ場

### 管理団体
- 設置者：竜王町
- 指定管理者：株式会社みらいパーク竜王[9]（道の駅竜王かがみの里も指定管理者となり運営している）

## 休館日
- 毎週月曜日（祝日の場合は火曜日）[3]
- 年末年始（12月31日 - 1月4日）[3]

## アクセス
- 国道477号 - 登録路線

自動車
- 名神高速道路竜王ICより約10分。

公共交通機関（路線バスなど）
- 近江八幡駅南口より近江鉄道バス八幡・竜王線で「道の駅アグリパーク竜王」バス停下車。
  - また、竜王町内で運行するチョイソコりゅうおうの「道の駅アグリパーク竜王」停留所（西出7番）でも下車可能（平日のみ運行、乗車には会員登録かつ乗車予約が必要）[10]。

## 周辺
- ダイハツ工業滋賀（竜王）工場